# Annette Mbaye d’Erneville
Annette M’Baye d’Erneville (* 23. Juni 1926 in Sokone, Region Fatick) ist eine senegalesische Schriftstellerin und Journalistin.

## Leben und Wirken
M’baye besuchte die Lehrerbildungsanstalt École normale de Rufisque und bildete sich danach in Paris weiter. Im Jahr 1959 begann sie im Senegal als Reporterin zu arbeiten. Sie gründete das Frauenmagazin Awa und arbeitete bei Radio Senegal. Daneben schuf sie lyrische Werke und ist Direktorin des Musée de la Femme Henriette Bathily in Gorée.
Sie wurde in die Anthologie Daughters of Africa aufgenommen, die 1992 von Margaret Busby in London und New York herausgegeben wurde.
Annette M’Baye d’Erneville ist die Mutter des Filmemachers Ousmane William M’baye.

## Werke
- 1965: Poèmes africains
- 1966: Kaddu (réédition des poèmes)
- 1976: Chansons pour Laïty
- 1983: Le Noël du vieux chasseur
- 1983: La Bague de cuivre et d’argent (prix Jeune Afrique en 1961)
- 2003: Motte de terre et motte de beurre
- 2003: Picc l’Oiseau et Lëpp-Lëpp le papillon